# Isaac D'Israeli
Pour les articles homonymes, voir D'Israeli (homonymie).
Isaac D'Israeli, né à Enfield (Middlesex) le 11 mai 1766 et mort à Bradenham (Buckinghamshire) le 19 janvier 1848, est un écrivain, biographe et critique littéraire britannique, père du Premier ministre Benjamin Disraeli. L'une de ses œuvres, Curiosities of Literature, publiée en quatre volumes de 1791 à 1823, est un classique de la littérature anglaise.

## Biographie
Fils unique de Benjamin D'Israeli (1730-1816), un marchand juif émigré de Cento (Émilie-Romagne) en 1748, et de sa seconde épouse, née Sarah Syprut de Gabay Villa Real (1742/43-1825), Isaac D'Israeli était d'ascendance italienne sépharade. La famille se disait originaire d'Espagne, pays qu'elle avait dû quitter à la suite de l'expulsion de 1492. Il fit l'essentiel de ses études à Leyde puis, à l'âge de 16 ans, il se lança dans la littérature en adressant quelques vers à Samuel Johnson pour The Gentleman's Magazine.
Le 10 février 1802, D'Israeli épousa Maria Basevi (1774/75-1847), qui venait elle aussi d'une famille judéo-italienne de Londres. Ce fut un mariage heureux, d'où naquirent cinq enfants : Sarah (« Sa », 1802-1859) ; Benjamin (« Ben » ou « Dizzy », 1804-1881) ; Naphtali (né et mort en 1807) ; Raphael (« Ralph », 1809-1898) ; Jacobus (« James » ou « Jem », 1813-1868). Les enfants reçurent leur nom hébraïque selon la tradition juive et les garçons furent circoncis.
Cependant, Isaac D'Israeli écouta les conseils de son ami l'historien Sharon Turner (1768-1847), auteur de plusieurs ouvrages à la gloire de la « liberté anglo-saxonne », qui estimait que l'appartenance à l'Église d'Angleterre signifiait un gage d'ascension sociale ; il fit baptiser ses enfants dans la foi anglicane en 1817, à l'église de St Andrew, dans le borough londonien de Camden. En même temps, il fit modifier leur patronyme en « Disraeli », sans toutefois changer son propre nom. Encore faut-il préciser que de fréquents différends opposaient D'Israeli à la synagogue sépharade de Londres depuis plusieurs années, conflit qui aboutit à la rupture en 1821. Sans aller jusqu'à se convertir lui-même au christianisme, D'Israeli évita désormais tout contact avec la synagogue. Selon Israel Zangwill, ces démêlés avaient pour origine l'autoritarisme du Conseil des Cinq, ou « Ma'amad », qui administrait la synagogue sépharade et invoquait toutes sortes de prétextes pour infliger d'innombrables amendes et pénalités à ses fidèles. Le Ma'amad de Londres représentait « l'archétype absolu de l'institution arbitraire et inquisitoriale », écrit Zangwill.

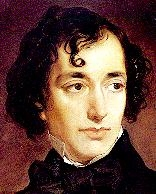
Sir Francis Grant : Le Jeune Benjamin Disraeli

Ce baptême permit au fils aîné d'Isaac D'Israeli, Benjamin Disraeli, d'être élu plus tard au Parlement britannique, à une époque où les Juifs n'avaient pas encore le droit d'y siéger, avant de devenir Lord Beaconsfield. Et Zangwill de remarquer : « Une pénalité de 40 livres s'abattit sur Isaac D'Israeli, collectionneur de "curiosités littéraires", l'éloigna de la synagogue et rendit possible cette curiosité politique : la carrière de Lord Beaconsfield. »
Isaac D'Israeli écrivit une adaptation d'un conte oriental, Mejnoun and Leila, mais la célébrité lui vint de son œuvre majeure, Curiosities of Literature, recueil d'anecdotes sur des événements et des personnages historiques, des livres rares, des bibliophiles et des impostures littéraires. Très populaire, l'ouvrage connut de multiples réimpressions au cours du XIXe siècle. Publié en quatre volumes entre 1791 et 1823, il fut réuni en un seul tome en 1824. On le réédite encore aujourd'hui. Un autre livre de D'Israeli, sa biographie du roi Charles Ier d'Angleterre (1828), fut récompensé par l'université d'Oxford.
D'Israeli perdit la vue en 1841 et subit en vain une opération des yeux. Il continua néanmoins à écrire et, avec l'aide de sa fille, il publia Amenities of Literature la même année. Il put également achever la révision de sa biographie de Charles Ier. Il mourut de la grippe dans sa maison de Bradenham, moins d'un an après le décès de sa femme au printemps 1847.

## Œuvres principales

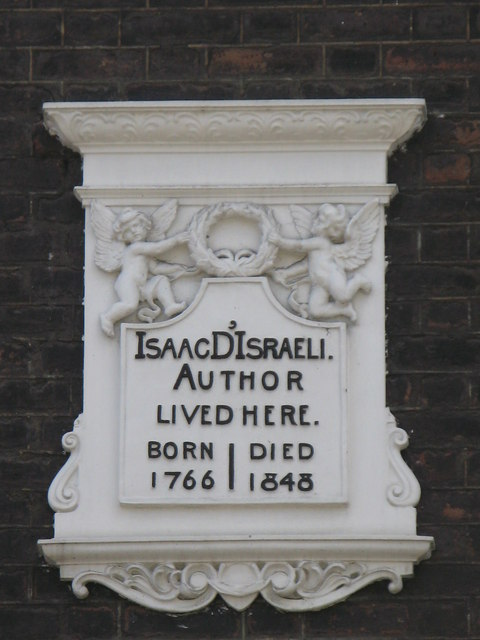
Plaque commémorative au 6, Bloomsbury Square

- Curiosities Of Literature, 4 vol., 1791-1823 ; version en 1 vol., 1824
- Calamities Of Authors, 1812-1813
- Quarrels Of Authors, 1814
- The Life and Reign of Charles I, 1828
- Literary Character of Men of Genius
- Illustrations of the Literary Character
- Mejnoun and Leila
- Amenities Of Literature, 1841